# 妙栄寺 (三次市)
妙栄寺（みょうえいじ）は、広島県三次市三次町にある日蓮宗の寺院。山号は寿正山。旧本山は広島市東区の國前寺。

## 歴史
慶安元年（1648年）備後三次藩主浅野長治が母、寿正院の菩提供養のため創建した。元禄13年（1700年）と文政2年（1819年）火災で焼失しているが浅野家の保護で復興している。

## 参考資料
- 日蓮宗寺院大鑑編集委員会『宗祖第七百遠忌記念出版 日蓮宗寺院大鑑』大本山池上本門寺 (1981年)
- 『みよし街並み歴史散歩』菁文社

座標: 北緯34度49分0.4秒 東経132度50分37.6秒 / 北緯34.816778度 東経132.843778度